# Veerle Wouters
Veerle L. M. Wouters, née le 2 juin 1974, est une femme politique belge flamande, ex membre de la N-VA. Elle quitte le parti le 21 septembre 2016.
Elle est ingénieur commercial.

## Carrière politique
- Députée fédérale :
  - depuis le 6 juillet 2010, en remplacement de Jan Peumans, devenu député flamand
  - depuis le 14 juin 2014
- Conseillère provinciale (province de Limbourg (Belgique)) depuis 2006
- Conseillère communale à Riemst de 2001 à 2007